# 질량수

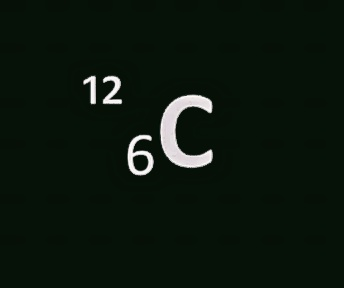

질량수(質量數)란 임의의 원소에서 그 원소의 원자핵을 구성하고 있는 양성자수와 중성자수를 합친 것,즉 양성자와 중성자의 전체 수이다.

## 같이 보기
- 동위원소
- 원자량